# Irrational (single)
Irrational is een nummer van de Nederlandse band Miss Montreal uit 2014. Het is de derde single van hun gelijknamige vierde album.
"Irrational" is een vrolijk en uptempo nummer dat in Nederland een klein hitje werd. Het haalde de 2e positie in de Nederlandse Tipparade.